# Upplands runinskrifter 629
Upplands runinskrifter 629 är en vikingatida runsten av gråblå granit i Grynsta backe, Svarsta, Håbo-Tibble socken och Upplands-Bro kommun. En fågel är avbildad mitt på stenen och två människofigurer finns längst ned, fasthållna av rundjurens klor. Runstenen är 2,20 meter hög, 1,20 meter bred och cirka 0,5 meter tjock. Runhöjden är cirka 7 centimeter. Stenen står troligen på sin ursprungliga plats.
Stenen har en intressant ornamentik med fågeln, troligen en örn, i mitten och de två människorna, troligen en man och en kvinna, längst ned på stenen. Troligen har dessa detaljer ingen symbolisk innebörd utan snarare uttryck för konstnärens lekfullhet. Ristningen är signerad Torfast och han har också ristat U 599 som har stora likheter med U 629.

## Inskriften
Translitterering av runraden:
+ iluhi ' nuk ' fuluhi ' þiʀ litu ' rasa ' s[tain :] þino + aftiʀ foþur sin + arnkisl ' k[uþ · h]ia[l]bi · onta hons × þurfastr hristi runoʀ
Normalisering till runsvenska:
Illugi ok Fullugi þæiʀ letu ræisa stæin þenna æftiʀ faður sinn Arngisl. Guð hialpi anda hans. Þorfastr risti runaʀ.
Översättning till nusvenska:
Illuge och Fulluge de lät resa denna sten efter sin fader Arngisl. Gud hjälpe hans ande. Torfast ristade runorna.